# 温祚王
温祚王（おんそおう、生年未詳 - 後28年）は、百済の初代の王（在位: 前18年 - 後28年）。源流を扶余に求める神話を持ち、氏は扶余、または余とする。

## 概要
北扶餘の古記によると、天帝が訖升骨城に降臨して都を定め、北夫餘を建国し自ら解慕漱を名乗って解を姓とした。以降、都を東夫餘に移った。その後、東明帝が北夫餘に続き卒本夫餘を建国し、即ち高句麗の始祖となった。百済の初代王である温祚王は北夫餘に続き卒本夫餘を建国した高句麗の東明帝（東明聖王）の子孫であり、高句麗の国姓である高氏から夫餘氏を名乗った。

## 建国神話
百済の始祖については、少なくとも3種の異なる系譜が伝えられているが、いずれも扶余につながるものとなっている。また、後に日本に渡来した百済系の人たちの間では、その始祖を都慕王（つもおう、朱蒙）としていたとも伝わる。

### 『三国史記』百済本紀
温祚の父は鄒牟または朱蒙（チュモン）（高句麗の始祖）といい、北扶余から逃れて卒本扶余（遼寧省本渓市桓仁満族自治県）に着いた。扶余王には男児が無く娘が3人いたが、朱蒙の人となりを見て非凡の人であるとして二番目の娘を嫁がせた。その後、扶余王が亡くなったので朱蒙が王位について、二人の子をなした。長子を沸流（ふつりゅう、ピリュ）、次子を温祚といった。朱蒙がかつて扶余にいたときの子（後の高句麗の第2代瑠璃明王）が朱蒙の下に来て太子となったため、沸流・温祚はこの太子に受け容れられないことを恐れて、烏干・馬黎らの10人の家臣と大勢の人々とともに南方に逃れた。漢山（京畿道広州市）まできて負児嶽に上り、居留地として相応しいかどうかをみることとした。沸流は海浜に住みたいと言い出し、10人の家臣はこの地が都とするに相応しいと諌めたが聞かず、引き連れた人々を分けて、弥鄒忽（びすうこつ、ミチュホル、仁川広域市）まで行ってそこに国を建て、温祚は漢山の地で慰礼城（いれいじょう、ウィレソン、京畿道河南市）に都を置き、国を起こした。これが前漢の鴻嘉3年（前18年）のことであり、初め10人の家臣に援けられたので国号を「十済」としたが、のちに沸流の下に従った人たちも慰礼城に帰属し、百姓を受け容れたので国号を「百済」と改めた。系譜が扶余に連なるので、氏の名を扶余とした。
- この記事の中にも分注として、朱蒙が卒本扶余に至った際に越郡の娘を得て二子をもうけたとする異説を載せている。

### 『三国史記』百済本紀の分注の別伝
ある本では百済の始祖について次のように伝える。百済の始祖は沸流王であり、父は優台（ゆうだい、ウテ）といって北扶余王解扶婁（かいふる、ヘブル）の庶孫である。母の名は召西奴（しょうせいぬ、ソソノ）といって、卒本扶余の延陀勃（えんだぼつ、ヨンタバル）の娘であり、はじめ優台のもとに嫁いで沸流・温祚の二人をなした。優台が死んでから召西奴は卒本で独り暮らしをしていたが、朱蒙が高句麗国を建てたのち、召西奴を引き寄せて王妃とした。国づくりの初期において王妃の功があったので朱蒙は王妃を愛で、沸流ら二人を我が子のように待遇した。しかし、朱蒙が扶余にいた時に礼氏との間に儲けた子の解儒留（後の高句麗2代目の瑠璃明王）が来ると解儒留を太子とし、朱蒙の死後は解儒留が王位を継いだ。そこで沸流は温祚とともに別に国を建てることを図り、家臣を率いて高句麗を逃れて浿水（清川江）・帯水（漢江）を越え、弥鄒忽に至ってそこに住んだ。
- この記事は、前掲の百済本紀の始祖伝説本文に続けて分注で記される。

### 『隋書』百済伝
百済の祖先は高麗国（高句麗）から出た（以下、扶余の建国神話である東明伝説を要約したと見られる記事が続く。東明伝説については「東明聖王#扶余の建国伝説との比較」を参照）。東明の後に仇台（きゅうだい、クデ）という慈悲深い人が現れた。初めは国を帯方郡の故地に建てたが、後漢の遼東太守の公孫度が娘を嫁がせ、東夷の強国となった。百家とともに海を渡ったのに因んで「百済」と号した（初以百家濟海，因號百濟）。
- 『三国史記』百済本紀の分注では、上掲の「沸流を始祖とする伝説」に続けて「『北史』や『隋書』に、東明の後に仇台あり…東夷の強国となった」と記され、かつ、「未知孰是」（ある本の伝えるのと、『北史』『隋書』の伝えるのとどちらが正しいのか分からない）ということばで分注を締めくくっている。
- 『隋書』（656年）よりわずかに早く編纂された『周書』（636年）には、「百済の祖先は恐らく馬韓の属国であり、夫余の別種である。仇台（きゅうだい、クデ）というものがあって、帯方郡の地に国を興した」とある。また、風俗を記して「毎年四回、始祖である仇台の廟を祭る」ともしており、この祖先祭祀記事は『隋書』百済伝にも受け継がれている。井上訳注本では、『三国志』夫余伝の「漢末に公孫度が勢力を増したとき、夫余王の慰仇台（いきゅうだい、ウィクデ）が遼東郡に服属した。公孫度が高句麗・鮮卑を牽制するために一族の娘を夫余王の妻とした」と言う記事を、『隋書』が誤って百済の記事に混同させたものとする。（→井上訳注1983）

## 治世
建国の初めより東北辺に接する靺鞨に対する防衛の意識が強く、城柵を築いてこれに備えていた。靺鞨からは前後7回（前16年、前11年、前9年、前8年、前1年、後22年9月と11月。そのうち前8年は楽浪郡が靺鞨に命じたものとされる）にわたる侵攻を受け、いずれも撃退している。特に前1年に侵攻を受けた際には、迎撃してその酋長の素牟を捕らえている。南方では馬韓との間に初めは親密な関係を保っていたが、瑞祥を得て馬韓・辰韓を併呑する気になり、後8年から後9年にかけて馬韓を急襲してこれを滅ぼした。後に後16年には馬韓の旧将が反乱を起こしたので王自ら討伐し、これを鎮圧した。北方では前15年に楽浪郡に使者を送って国交を開いたが、防備のための城柵を築いたことを咎められ、前11年7月には和親が失われた。
このように北方･東北方の国防の観点から、前5年には都を漢水の南に移しており、漢水の西北に城郭を築いた。前2年には楽浪郡の侵攻を受けて、旧都の慰礼城を焼かれている。温祚王の一代を通じて、その領域は北は浿水（清川江）、東は走壌（江原道春川市）、西は黄海に至った（南は未詳）。
在位46年にして、28年2月に死去した。『三国史記』には諱、諡、埋葬地についての記述は無い。後代の百済王には諱、諡の記事がみられるようになるが、埋葬地を記される百済王は一人としていない。